# Zavod za hitnu medicinu
Zavod za hitnu medicinu, vrsta zdravstvenog zavoda. To je zdravstvena ustanova za obavljanje poslova na području hitne medicine. U Hrvatskoj zavodi za hitnu medicinu pokrivaju područje jedinica niže razine državne samouprave, a na državnoj razini to je državni zdravstveni zavod Hrvatski zavod za hitnu medicinu.